# Hoeraland
Hoeraland is een Franse stripreeks die begonnen is in november 1997 met Didier Vasseur als schrijver en tekenaar.

## Albums
Alle albums zijn geschreven en getekend door Didier Vasseur en uitgegeven door Dupuis.
1. Hoeraland 1
2. Hoeraland 2